# Maaike Boogaard
Maaike Boogaard (Hoorn, 24 augustus 1998) is een Nederlandse wielrenster die sinds 2025 voor VolkerWessels rijdt.

## Carrière
Vanaf augustus 2017 tot en met 2019 reed ze voor de Sloveense wielerploeg BTC City Ljubljana. Per 2020 stapte ze met de sponsor en enkele rensters over naar de World-Tourploeg Alé BTC Ljubljana. In 2022 reed ze voor UAE Team ADQ.
Met BTC City Ljubljana werd Boogaard in 2017 zevende tijdens het wereldkampioenschap ploegentijdrijden in Bergen, Noorwegen. Ze werd in 2016 Nederlands kampioene op de weg bij de junioren.

## Palmares
2016
 Nederlands kampioene op de weg (junior)
2022
Omloop van Borsele
2024
GP van Isbergues

### Resultaten in voornaamste wedstrijden
| Jaar | Gent-Wevelgem | Ronde van Vlaanderen | Parijs-Roubaix | Amstel Gold Race | Luik-Bast.‑Luik | Strade Bianche | Waalse Pijl |
| ---- | ------------- | -------------------- | -------------- | ---------------- | --------------- | -------------- | ----------- |
| 2018 | 44e           | opgave               |                | opgave           | opgave          |                | opgave      |
| 2019 | 32e           | opgave               |                |                  |                 | opgave         |             |
| 2020 |               |                      |                |                  |                 |                |             |
| 2021 |               | 36e                  | buit.tijd      |                  |                 |                |             |
| 2022 | 14e           | 19e                  | 46e            | 26e              |                 |                |             |
| 2023 |               |                      |                | 86e              |                 |                | opgave      |
| 2024 | opgave        |                      | opgave         |                  | opgave          |                | 105e        |
| 2025 | 73e           | opgave               |                |                  |                 |                |             |

## Ploegen
- 2020 -  Alé BTC Ljubljana
- 2021 -  Alé BTC Ljubljana
- 2022 -  UAE Team ADQ
- 2023 -  AG Insurance-Soudal Quick-Step
- 2024 -  AG Insurance-Soudal
- 2025 –  VolkerWessels

Bastianelli · Boogaard · Bravec · Bujak · Chursina · García · Guderzo · Maneephan · Pintar · Trevisi · Yonamine · Žigart
Bastianelli · Boogaard · Bujak · Chursina · García · Guderzo · Patuelli · Pintar · Reusser · Tomasi · Trevisi · Wright
al Sayegh · Bastianelli · Bertizzolo · Boogaard · Bujak · García · Ivanchenko · Magnaldi · Novolodskaja · Patuelli · Pintar · Tomasi · Trevisi · Wright · Zanetti
Benito · Boogaard · Borgström · Ghekiere · Goossens · Henttala · Kasper · Knaven · Louw · Masetti · Meertens · Moolman · Pluimers · Rijnbeek · Steigenga · Wollaston
Benito · Bentveld (vanaf 24/4-tot 13/9) · Boogaard · Borgström · De Schepper (vanaf 14/6) · Ghekiere · Gigante · Goossens · Le Court · Louw · Masetti · Moolman · Pluimers · Rijnbeek · Steigenga · Van de Velde · Wollaston
Beuling · Boogaard · Demey · Dijkstra · van Helvoirt · Jansen · Knijnenburg · Meert · Molenaar · Poland · Rijnbeek · van Rooijen · Schoens · Souren · Stultiens · Uneken · Vanpachtenbeke · Vollering · Wisse